# José Ferreira Pereira Felício
José Ferreira Pereira Felício (Rio de Janeiro, 4 de outubro de 1853 – Loures, Lisboa, 14 de maio de 1905), segundo Conde de São Mamede, foi um embaixador, escritor e filósofo brasileiro naturalizado português.

## Biografia
José Ferreira Pereira Felício foi o 2.º Conde de São Mamede, título nobiliárquico, criado por Dom Luís I de Portugal, em 1869, em favor do seu pai; Rodrigo Pereira Felício, 1.º Conde de São Mamede e Joanna Maria Ferreira da Silveira. Nasceu no dia 4 outubro de 1853 no Rio de Janeiro.
Ainda jovem vai para Londres para realizar os estudos iniciais — seu pai, um grande banqueiro, fundara na capital da Inglaterra, nessa época, o Brazilian and Portuguese Bank, depois chamado English Bank of Rio de Janeiro.
Casa-se com Lydia da Cruz Guimarães Smith de Vasconcellos, em 20 de abril de 1875 em Londres. A jovem brasileira fora estudar na capital do Reino Unido; e através de uma grande amizade entre as duas famílias, se conhecem e estabeleceram a união.
Seus pais e irmãos, eram conhecidos nas cortes europeias, aonde transitavam e se relacionavam com toda a nobreza da época.
Recém-casados, se mudam para Bonn, na Alemanha.
Foi lá que José Felício complementa os seus estudos. Ele torna-se, além de colega, um grande amigo do rei de Portugal, Dom Carlos de Bragança, na Universidade.
Forma-se doutor em Filosofia. Ainda na Alemanha, o rei convida-o para ocupar o cargo de seu secretário particular em 1886.
Nessa época, ocupa também o cargo de Adido de Legacão, uma espécie de embaixador ou funcionário diplomático que trabalha, tratando de assuntos específicos para o governo de origem.

Ex-líbris do Conde de São Mamede.

Como ele era brasileiro, precisou se naturalizar português, para ocupar o cargo. Nessa época, com a morte de seu pai, ele recebe oficialmente o título de segundo Conde de São Mamede.
O casal José e Lydia tiveram em Bonn, os seguintes filhos:
- Joana Francisca Ferreira Pereira Felício - nascida em 10 de março de 1876 e falecida solteira aos 31 anos em 1906, não deixou descendentes;
- Lydia Pereira Felício de São Mamede - nascida em 4 de novembro de 1878 e falecida em 1973, casa-se em Lisboa em maio de 1898, com o diplomata brasileiro Joaquim Francisco de Assis Brasil. O casal teve os filhos: Cecília, Lydia, Joaquina, Francisco, Joana, Dolores, Joaquim e Lina.

Em 1880, muda-se com a sua família para Portugal, aonde nascem:
- Alfredo Ferreira Pereira Felício - nascido em 27 de dezembro de 1881 e falecido em 1962, o terceiro Conde de São Mamede, casa-se com Fernanda Lobo d'Ávila Barbosa da Graça e tem duas filhas: e Helena Graça Felício de São Mamede e Maria Luisa Graça Felício de São Mamede;
- Frederico Ferreira Pereira Felício - nascido em 18 de julho de 1882, morre ainda criança com apenas 5 anos, em 1887.

Em Portugal, o Conde ocupou o cargo de Oficial-mor da Casa Real.
José Ferreira Pereira Felício também fora Escritor e Cavaleiro das Ordens de Nossa Senhora da Conceição de Vila Viçosa, São Lázaro e São Maurício.
Faleceu aos 51 anos de idade, em Loures, distrito de Lisboa, em 1905.
Seu filho, Alfredo Ferreira Pereira  Felício, sucedera-lhe o título, tornando-se o terceiro e último Conde de São Mamede.